# Дулкарнон
Дулкарнон або дулкарнун — це термін, використаний у середньоанглійській поемі Джефрі Чосера «Троїл і Крісейда » в рядку, наданому Крісейду : «at dulcarnoun, right at my wittes ende». Це стало прислів’ям. Етимологія походить від арабської фрази dhū-al-qarnayn, що означає «дворогий», і цей термін використовувався в середньовічній латинській мові.  
Дулкарнон використовувався для посилання на виклад теореми Піфагора в Елементах Евкліда, який вважався незрозумілим. У вірші Чосера Пандар змішує це з Pons asinorum, більш раннім результатом у Евкліда про рівнобедрений трикутник.  Олександр Неккам використовував його для теореми Піфагора, хоча й таким чином, що допускав плутанину; Річард Воллінгфордський застосував це до теореми Піфагора. 
У 17 столітті опинитися «в Дулкарноні» означало опинитися несповна розуму або опинитися в дилемі в сенсі скрутного становища.  Джон Селден зробив зв’язок з dū'lkarnayn, перським терміном через арабську, написавши у своїй передмові 1612 року до «Поліолбіону» Майкла Дрейтона . Він використав це, щоб вказати на Чосера як на вченого й дотепного поета.   Наприкінці XVII століття Стівен Скіннер виправив заплутану анотацію до рядка Чосера, зроблену Томасом Спегтом .  Уолтер Вільям Скіт прийняв похідне слово Дулкарнон від арабської: про це див. Зул-Карнайн . 
Дулкарнон: роман був опублікований у 1926 році Генрі Мілнером Райдаутом . 